# Sankt Oswald-Riedlhütte
Sankt Oswald-Riedlhütte je obec v zemském okrese Freyung-Grafenau v německé spolkové zemi Bavorsko, ve vládním obvodě Dolní Bavorsko. Sídlem obecní správy je Sankt Oswald.

## Poloha
Obec se nachází ve vnitřním Bavorském lese asi šest kilometrů severně od Grafenau, hraničí přímo s Národním parkem Bavorský les a Českou republikou.1376 m n. m. vysoký Blatný vrch na hraničním hřebeni mezi Roklanem a Luzným tvoří nejvyšší bod obce.

## Části obce
- Aufschlägersäge
- Draxlschlag
- Graupsäge
- Guglöd
- Haslach
- Höhenbrunn
- Pronfelden
- Reichenberg
- Riedlhütte
- Sankt Oswald

## Turismus
V obci je Muzeum historie lesa (německy Waldgeschichtliches Museum St. Oswald).